# Florence Gwendolen Rees
Florence Gwendolen Rees   (Abercynon, 3 de juliol de 1906 - Aberystwyth, 4 d'octubre de 1994), FRSfou una zoòloga i parasitòloga gal·lesa. Va ser la primera dona gal·lesa a convertir-se en membre de la Royal Society.Quan tenia 80 anys, havia publicat 68 articles acadèmics.

## Primers anys i educació
Rees va néixer a la ciutat gal·lesa d'Abercynon el 1906 i va assistir a l'Escola Intermèdia de Noies de la ciutat (1918-1924).Va assistir a la Universitat de Cardiff amb tres beques. Durant la seva estada, va estudiar química, biologia i zoologia, i va obtenir honors en zoologia. Rees va continuar el doctorat en 18 mesos, estudiant els paràsits trematodes en diferents espècies de cargols. Al llarg de 100 dies, va recollir més de 5.000 cargols de gairebé 90 llocs dels comtats de Glamorgan i Monmouthshire, a Gal·les.

## Carrera
La carrera de Rees va ser al Departament de Zoologia de la University College de Gal·les, Aberystwyth, on va ocupar successivament càrrecs de professora ajudant (1930–7), professora (1937–47), professora principal (1947–66), reader (1966– 71) i catedràtica (1971-3) i esdevingué catedràtica emèrita en semi-jubilació el 1973. També va ser presidenta de l'Escola d'Estudis Biològics (1972-3) i cap de departament en funcions (1948, 1969, 1970). Durant la seva etapa com a membre del personal de la University College of Wales a Abernathy Rees, va supervisar 215 estudiants d'honor i 25 estudiants de postgrau.
La seva investigació es va centrar en l'àrea de l'helmintologia, focalitzada en la sistemàtica, la morfologia funcional comparada, l'histologia i els cicles de vida dels paràsits trematodes i cestodes. El seu treball va ser important per dilucidar la relació d'aquests paràsits amb els seus hostes intermedis no vertebrats.
Del 1960 al 1981 Rees va participar en la publicació de la revista Parasitology. Durant els primers deu anys, va ser membre del consell de redacció i després va passar a presidir el consell de redacció fins al 1981.Va ser membre fundador de la British Society for Parasitology, i va exercir-ne el càrrec de vicepresidenta (1970-72) i presidenta (1972-74).
Rees va morir a Aberystwyth, el 4 d'octubre de 1994.

## Guardons i honors
Rees es va convertir en membre de la Royal Society el 1971, i fou la primera dona gal·lesa a aconseguir-ho.També va ser elegida membre de l'Institute of Biology iel mateix any.Va rebre la Medalla linneana, el màxim guardó atorgat per la Societat Linneana de Londres, el 1990. També va aparèixer en un article de Vogue del 1975 sobre dones britàniques influents i interessants.